# Гоанська кухня
Ґоа́нська ку́хня складається з місцевих страв, популярних у Ґоа, індійському штаті, розташованому вздовж західного узбережжя Індії на березі Аравійського моря. Рис, морепродукти, кокоси, овочі, м'ясо, свинина та місцеві спеції — одні з основних інгредієнтів ґоанської кухні. Район розташований у тропічному кліматі, а це означає, що спеції та аромати інтенсивні. Використання кокуму — ще одна особливість. Їжа ґоанців вважається неповноцінною без риби.
Ґоанська кухня бере своє коріння з індуїстської Сарасватської кухні, і на неї вплинули 451 рік португальської колонізації та століття мусульманського панування, що передували португальцям. Багато католицьких страв або подібні, або є варіантами своїх португальських аналогів як за назвами, так і за використанням інгредієнтів.

## Морепродукти

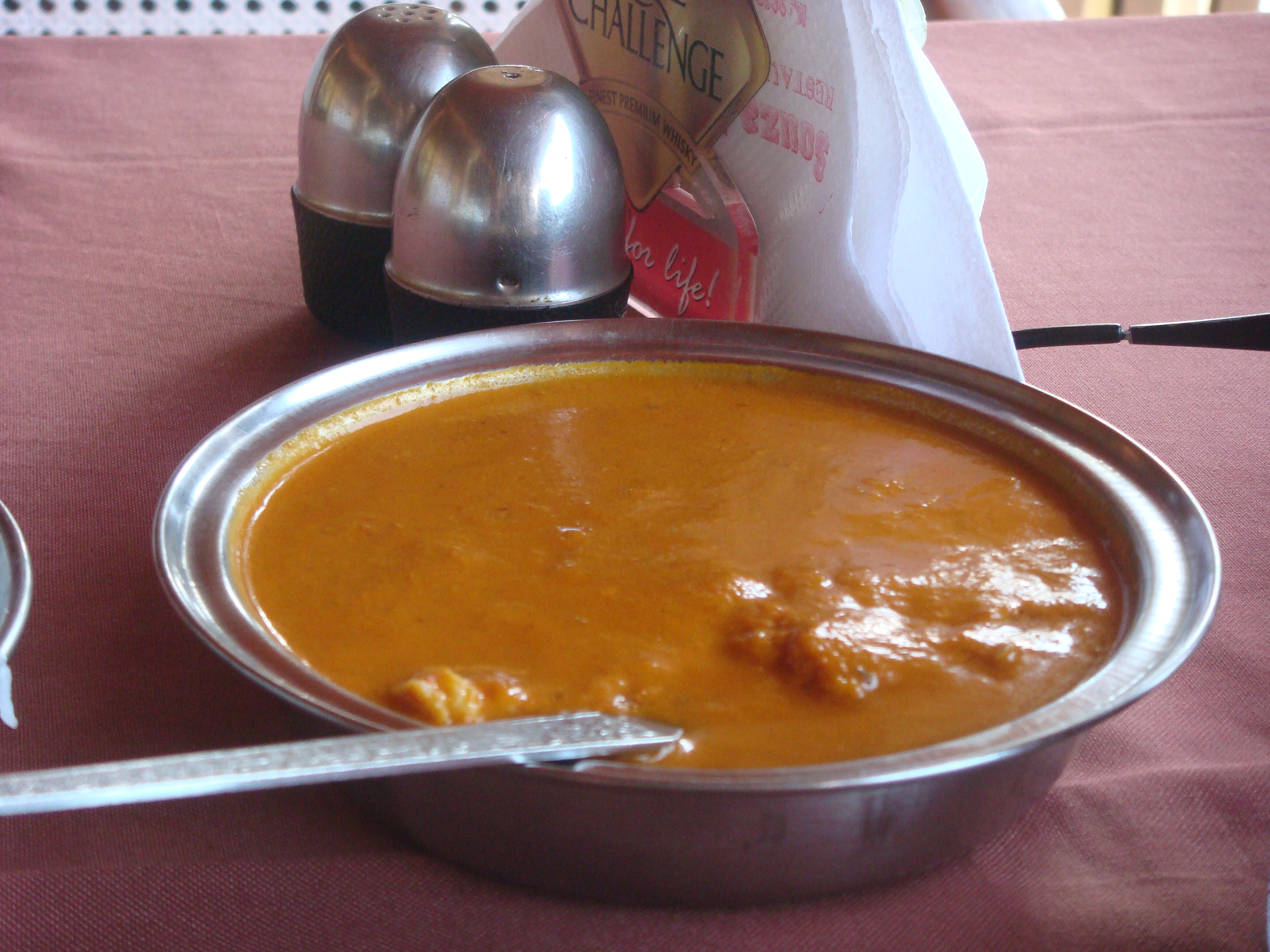
Ґоанське карі з креветок, популярна страва в усьому штаті

Кухня ґоанців в основному заснована на морепродуктах; основними продуктами є рис і риба. Королівська риба (візон або вісван) найчастіше вживається в їжу. Інші часто вживані морепродукти включають помфрет, акул, тунців, сардини та скумбрій також інші річкові риби. Серед молюсків є краби, креветки, тигрові креветки, омари, кальмари та мідії. На їжу ґоанських християн сильний вплив мають португальці (вживання оцту, наприклад, дуже помітне).

## Введення нових продуктів
Португальці ввезли картоплю, помідори, ананаси, гуаву та кеш'ю з Бразилії в Ґоа і, отже, в Індію. Червоний перець — найважливіший аспект ґоанської кухні; він був уведений португальцями у вжиток і став надзвичайно популярним як дуже важлива пряність для ширшої індійської кухні. Португальці також увели вживання яловичини та свинини, м'ясо, яке ґоанські індуси вважали та досі вважають табу для переходу в католицизм.

## Ґоанська індійська кухня
Ґоанська індійська кухня в Ґоа в основному пескетаріанська і лактовегетаріанська і дуже схожа на сарасватську кухню, з якої вона походить. Ґоанська індійська кухня м'яка, з використанням тамаринду та кокуму для квашення, а також джаґері для підсолоджування. У ньому використовуються такі спеції, як асафетида, гуньба сінна, листя карі, гірчиця та урад. Також використовуються цибуля і часник. Сюди також входять овочі, такі як сочевиця, гарбуз, калабас, пагони бамбука та коріння. Усе це готується на кокосовій олії.
Популярні ґоанські індійські страви включають:
- Гуман (हूमण) — рибне карі і рис (शीत або भात), також відомий як каді або амбот
- Смажена риба (तळील्ले नूस्ते)
- Рибне суке або дгабдгабіт (सुकें) — суха пряна страва з риби, яку їдять як гарнір
- Риба удід метгі або уддаметгі (उद्दमेथी) — тип карі, що складається з гуньби сінної та скумбрії; вегетаріанська версія цієї страви також готується з використанням свинячої сливи (або чогось кислого та гострого, наприклад, шматочків сирого манґо)
- Кісмур (किस्मुर) — тип гарніру, який зазвичай складається з сушеної риби (переважно скумбрії або креветок), цибулі та кокоса
- Данґар — ґоанські рибні котлети (डांगर)
- Кальпуті — страва, яку зазвичай готують з голови великої риби, з цибулею та кокосом
- Бгааджі або Шак — загальний термін для рагу, карі і обсмажених страв, приготовлених із різних овочів і фруктів (भाजी або शाक)
- Бгаджі — смажені оладки з нутового тіста. Змінюючи овоч, що вживається з бесаном, можна приготувати різні види бгаджі. Популярні бгаджі з цибулею або гірким перцем.
- Хатхате (ख़तखतें)
- Варан — заготовка з сочевиці, часто з додаванням кокосового молока, підсмаженою гірчицею, листям карі та гірким перцем, слугувала доповненням до рису для Найведья, який готується під час усіх індуїстських фестивалів, і є невід'ємною частиною весільних бенкетів.
- Тондак — страва з квасолею та кеш'ю як основні інгредієнти (तोंडाक)
- Різні сорти солодощів, приготовлених з рису та сочевиці, такі як паясу, патолі, мадґан та фірні (गोड्शें)
- Різні сорти індійських пікулі і пападаму (लोणचे або पापड)
- Солачі каді — пряний кокосовий горіх і кокум карі (कडी)

## Ґоанська католицька кухня

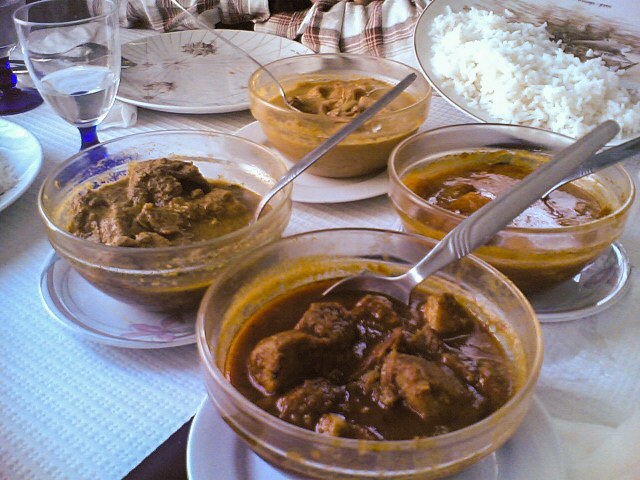
Свинина віндалу — популярна ґоанська карі страва у штаті та в усьому світі

Ґоанська католицька кухня в Ґоа — це поєднання індійських та португальських стилів кулінарії. Оцет (виготовлений із пальмового вина місцевих кокосових дерев) використовується для надання м'ясній страві пікантного смаку.
Популярні ґоанські католицькі страви кухні включають:
- Амбот тік — гостре і кисле карі, приготовлене з рибою
- Рисовий пудинг — португальська похідна від фірні (підсолоджений рисовий заварний крем)
- Балшеу — карі з креветками/рачками
- Бебінка — багатошаровий запечений пудинг, який традиційно їдять на Різдво
- Кафреал — маринад із масали, який в основному використовується для курки або риби з листя коріандру, зеленого чилі та інших спецій.
- Канжа де жалінья — різновид курячого бульйону, подається з рисом та куркою.
- Шамуса — ґоанська/португальська похідна самоси
- Шоурісу — гостра свиняча ковбаса
- Крокети — смажені рулетики з яловичого фаршу, поширена закуска серед ґоанських католиків та португальців
- Фейжуада — рагу, привезене португальцями. Його готують із м'ясом (яловичиною або свининою), квасолею та капустою.
- Петулеу або петулі — страва з листя куркуми з начинкою з рису, далу, джаґері та кокосового горіха
- Смажена яловичина та яловичий язик — популярні страви на ґоанських святах
- Рос омелєт — омлет, политий гострим соусом із куркою або нутом, подається з пеу (португальсько—гоанський хліб)
- Самарейн чи коді — ґоанське карі, приготовлене зі свіжих і сушених креветок
- Санна — сухий рисовий пиріг; варіант ідлі
- Солантуле коді — пряний кокосовий горіх і карі кокум
- Сурпутел — дуже гостра страва зі свинини, яку їдять із санна або пао (ґоанський хліб — пишеться так само, як у Португалії)
- Віндалу — гостре карі, традиційно приготовлене зі свининою. Назва походить від португальського терміна маринад із часником та вином (вінь e альо або віньо дальюш). На відміну від популярних варіантів, приготовлених за межами Ґоа, традиційний віндалу не містить м'яса, крім свинини. Він також не містить картоплі, а також його назва не пов'язана з алю (картопля)[3]
- Шакуті — вид карі, приготовлений зі смаженого тертого кокоса та шматочків курки або баранини

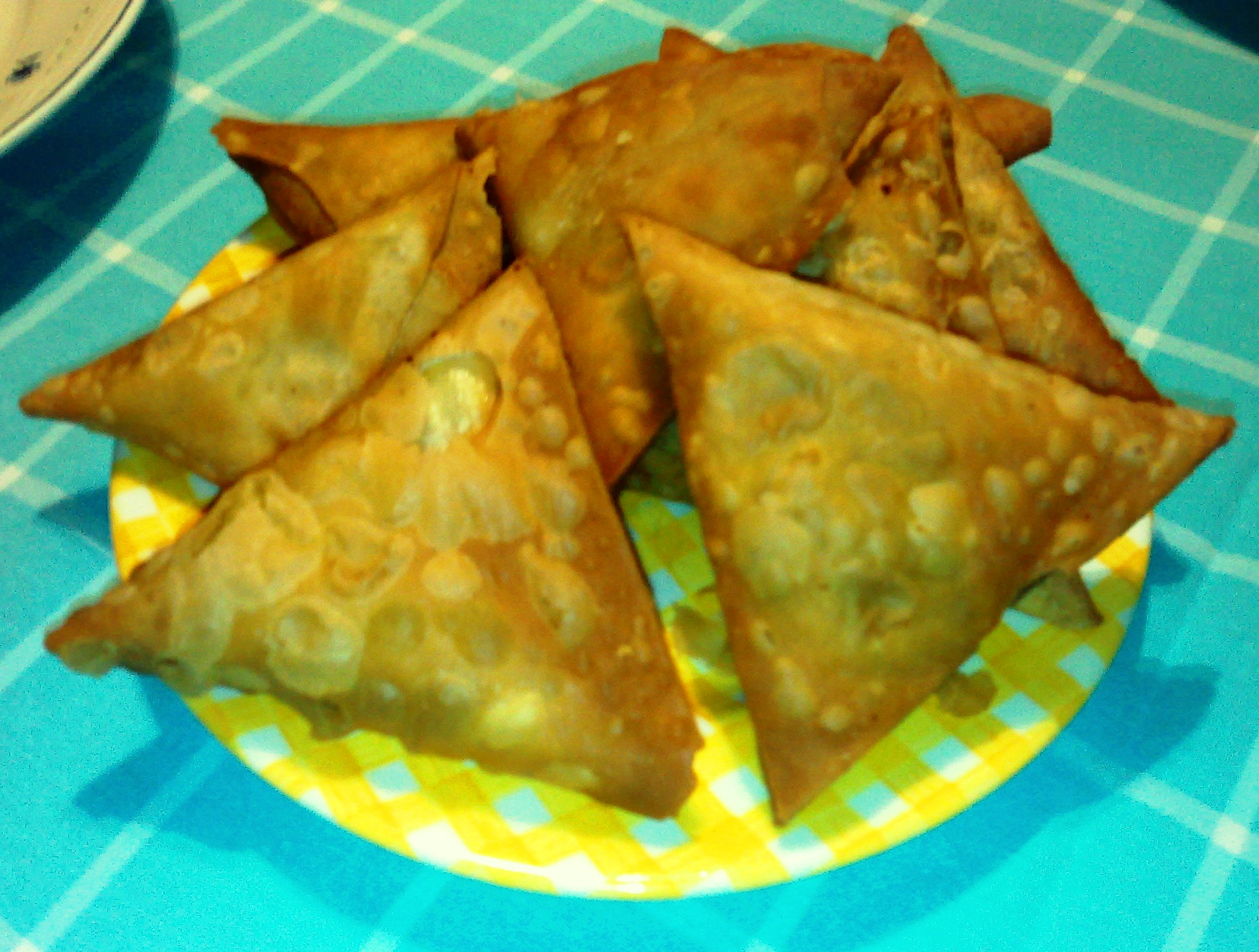
Самоса, ґоанська самоса
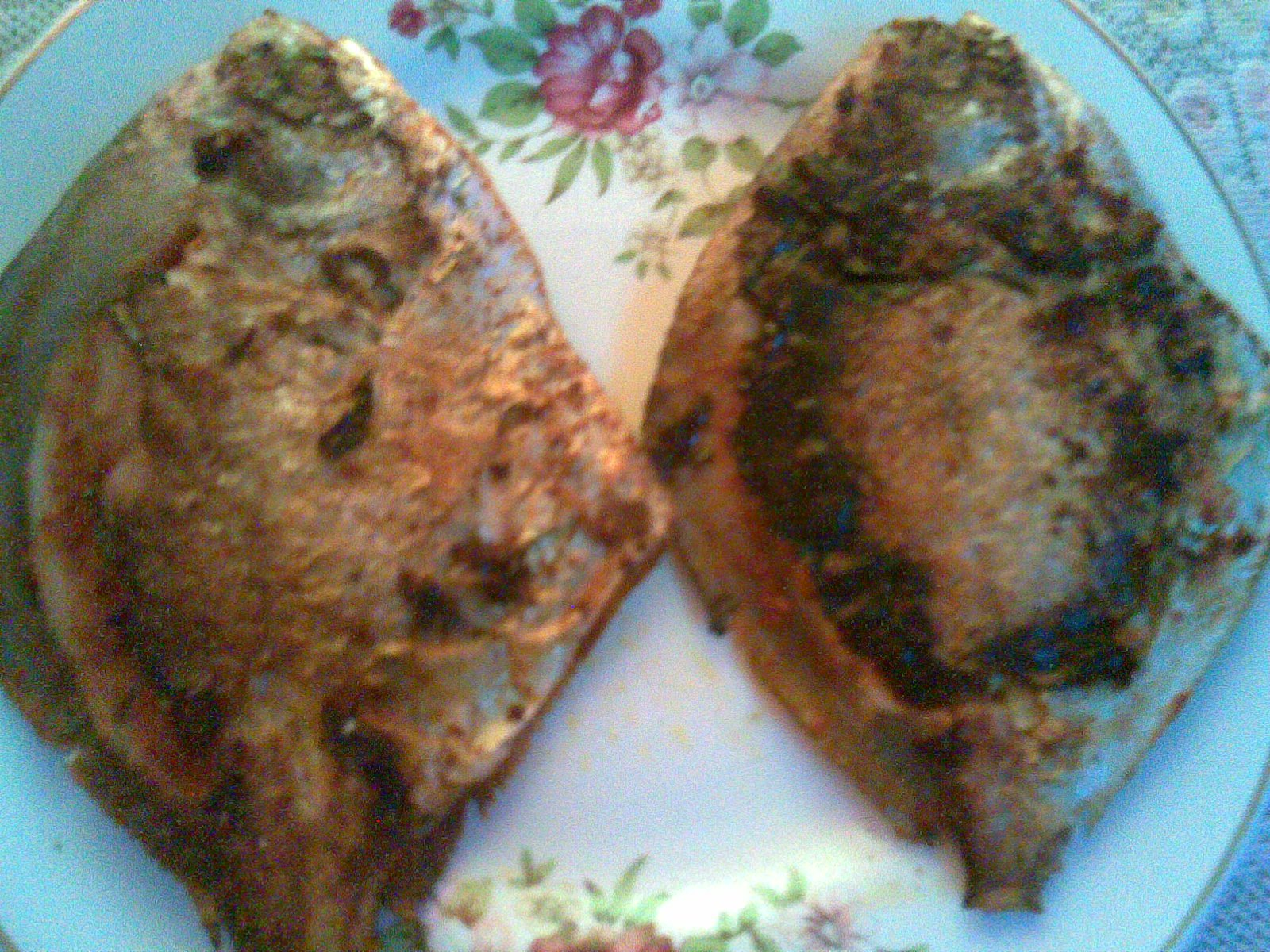
Смажені морські лящі
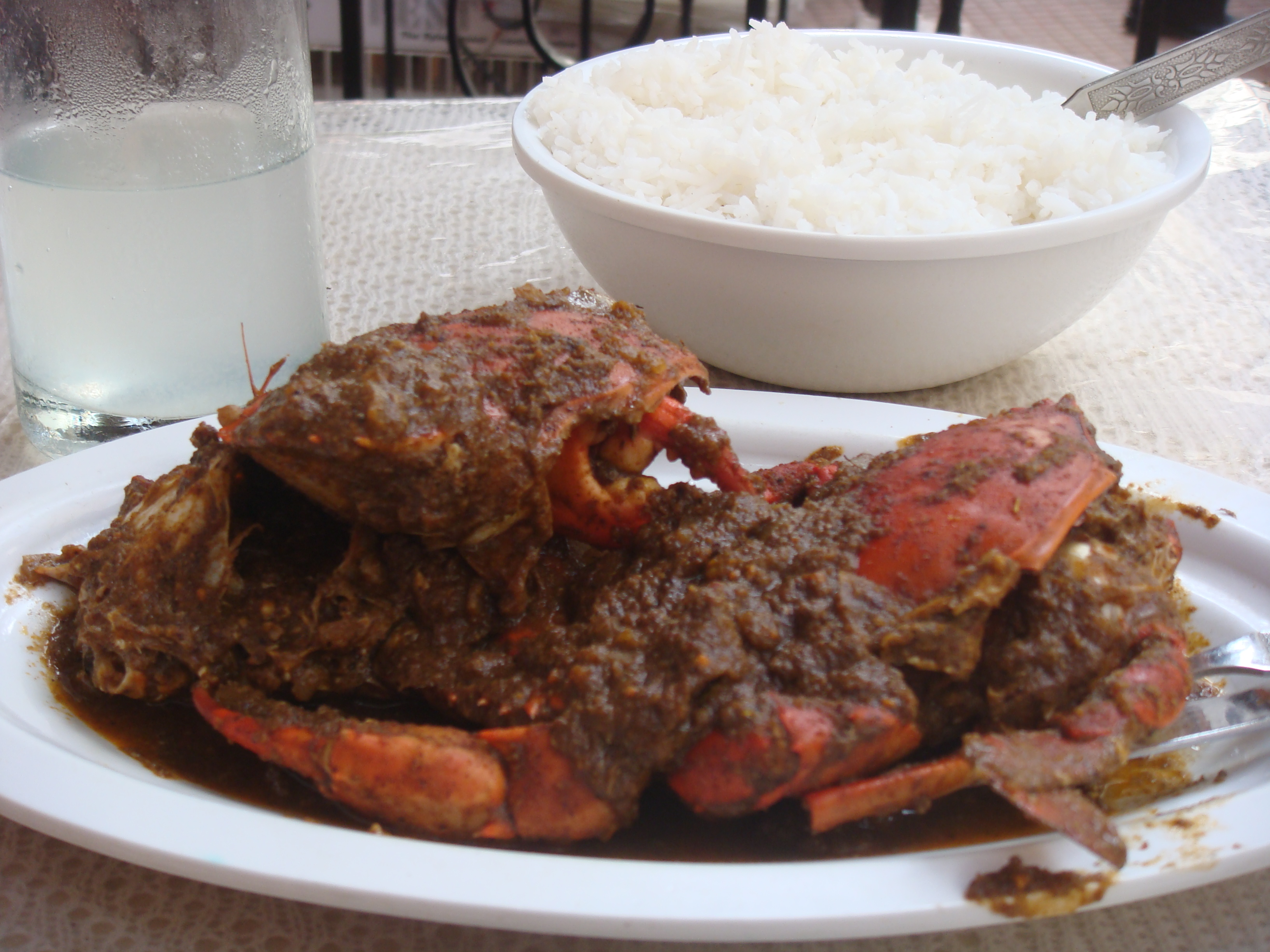
Краб щек щек
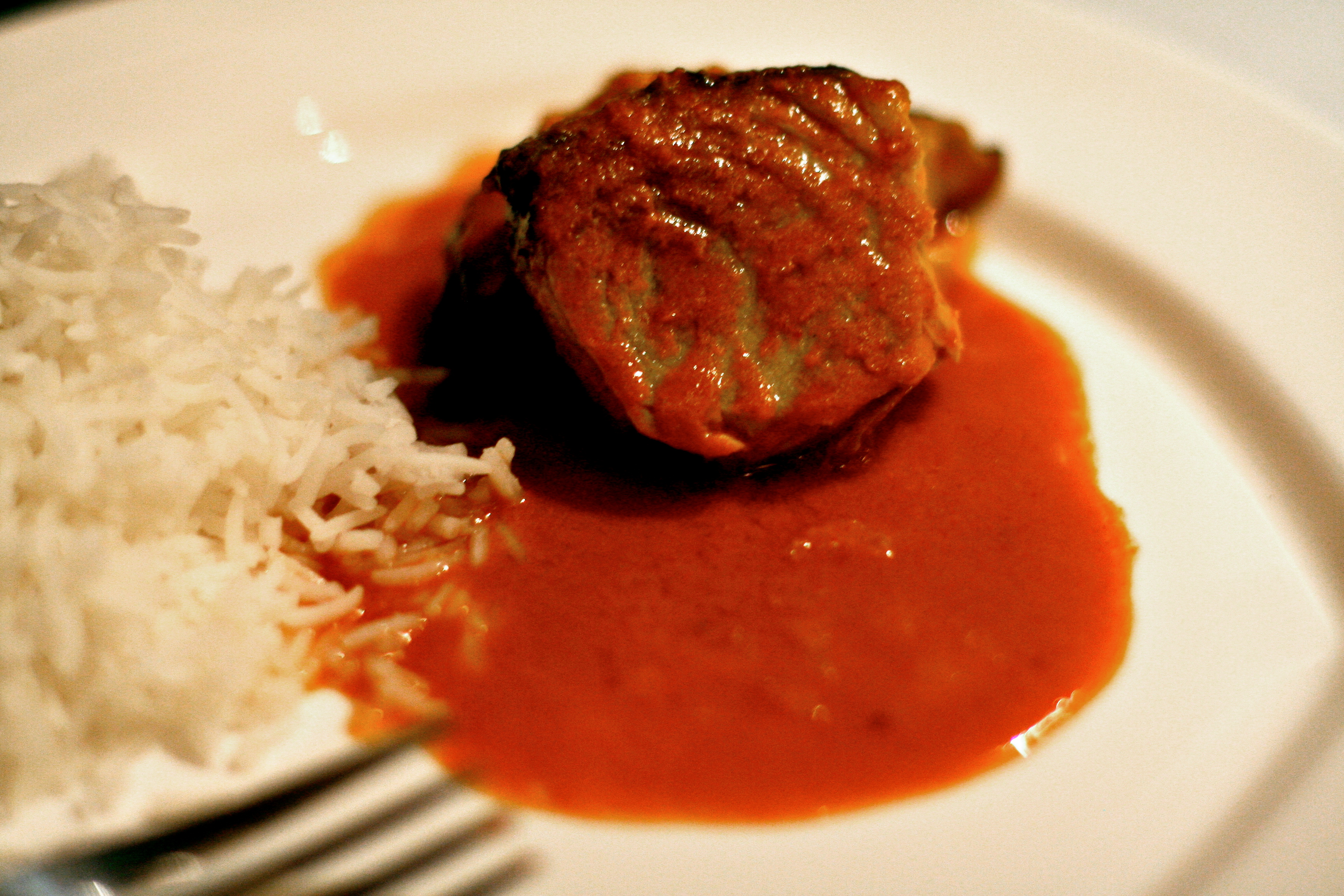
Традиційна ґоанська риба карі
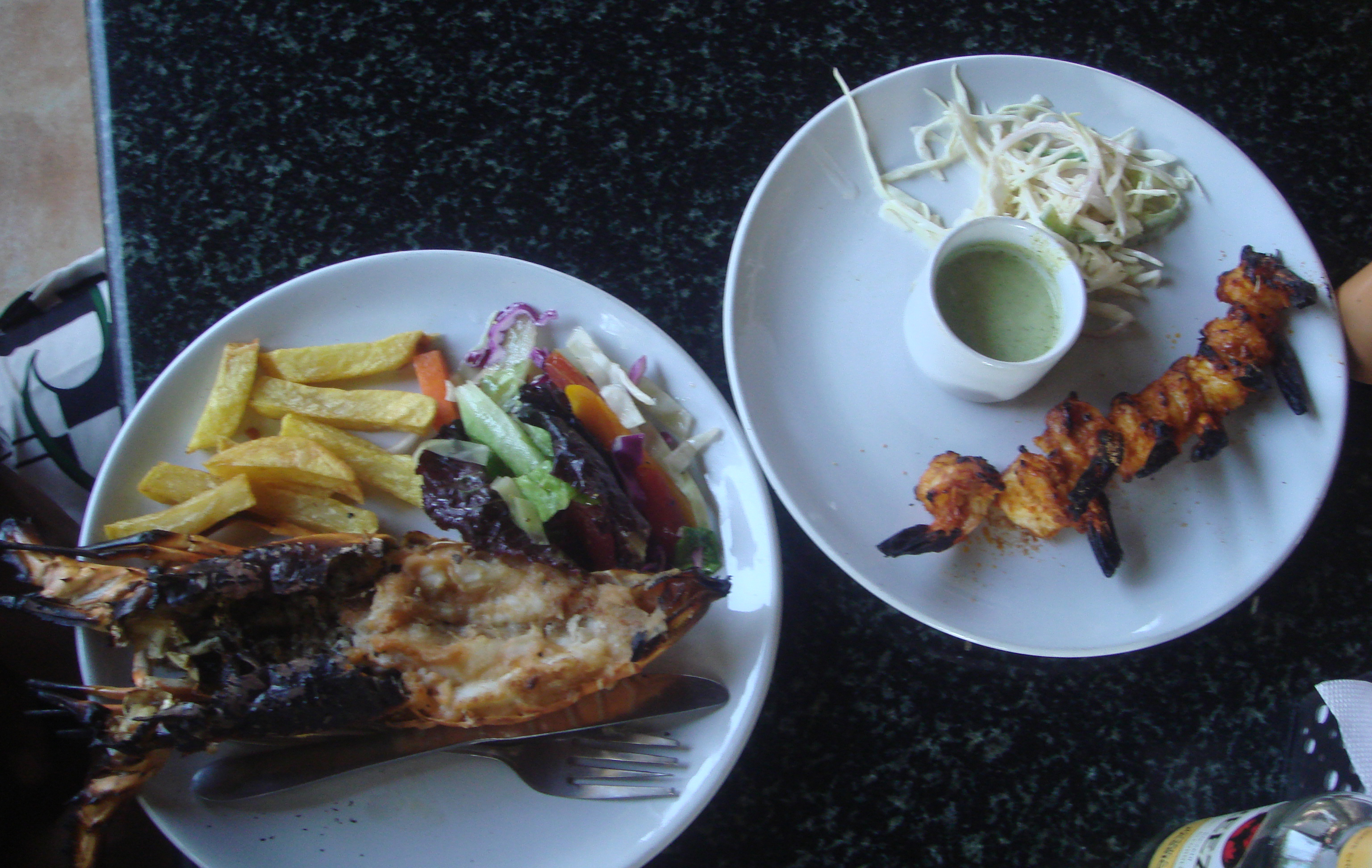
ЛіворучТандурі лобстер із картоплею фрі та овочами.
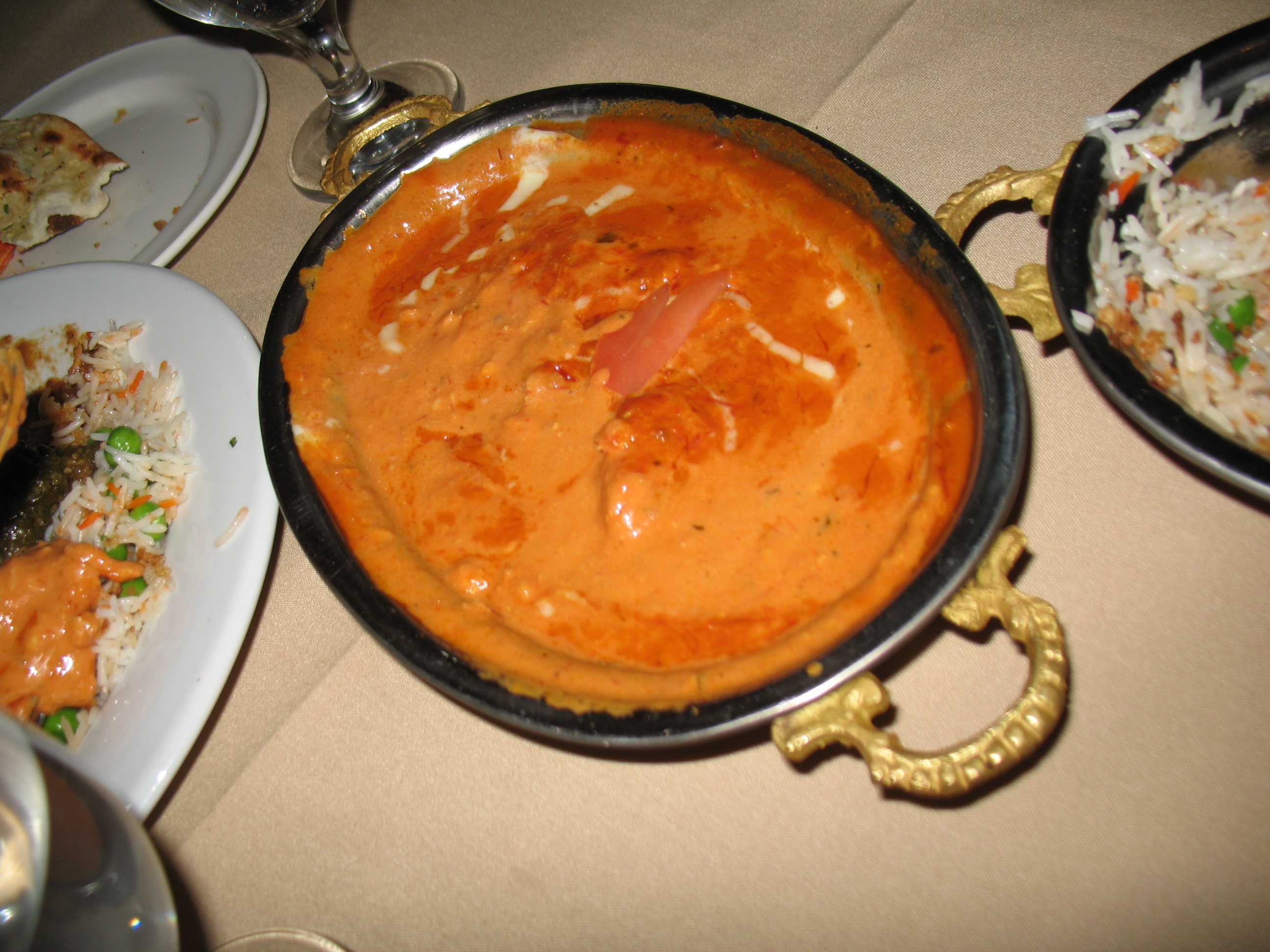
Ґоанська риба масала

Праворуч Креветки тандурі із соусом.
- Ґоанська риба масала

## Десерти
- Кеш'ю ладду
- неврьо, хадже
- ревдьйо
- педа
- пуран полі
- Сакгар бгат
- мадґан
- паяса
- халва далі капа (халва з червоного борошна нуту), кеш'ю халва, манґо халва, бананова халва, гарбузова халва та додол
- Серрадура — також відомий як пудинг зі стружкою, це десерт, що походить з Португалії, і являє собою просте поєднання інацію збитих вершків та розкришеного печива Марія.